# Astroláb

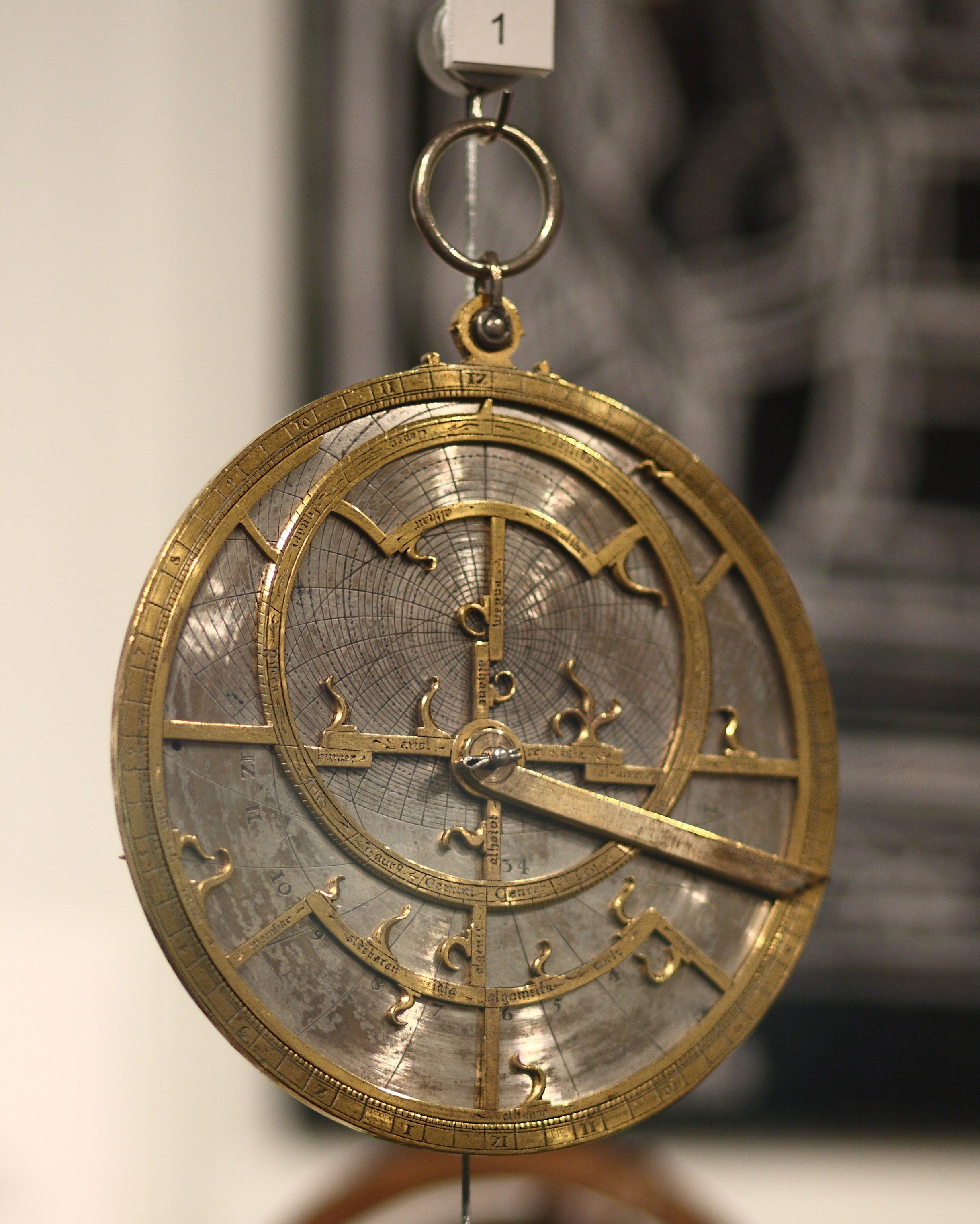
Astronomický astroláb Jeana Fusorise vyrobený v Paříži kolem r. 1400

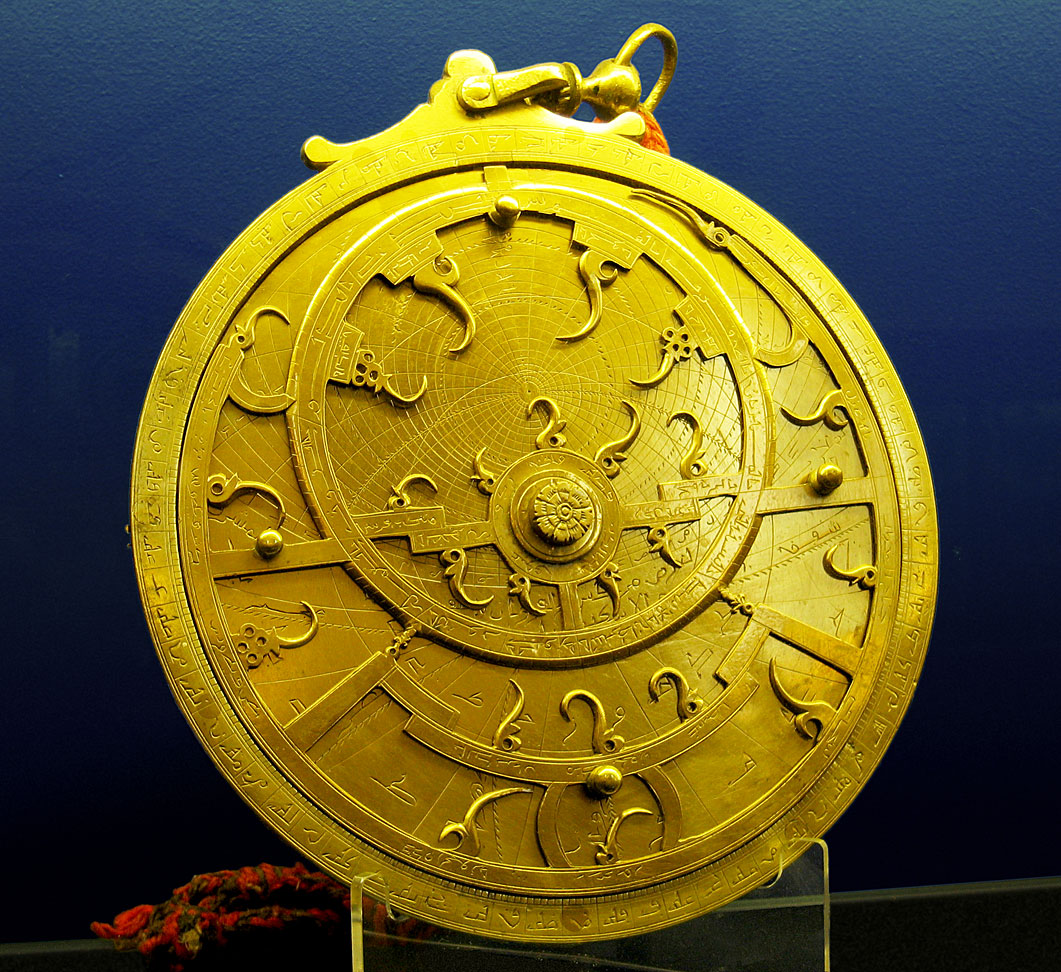
Perský astronomický astroláb z 18. století

Astroláb je označení pro tři různé přístroje:
Astronomický astroláb je historický astronomický přístroj, který dříve astronomové, astrologové a další používali na určování a předpovídání poloh hvězd a Slunce, určování místního času podle místní zeměpisné délky. Astroláb lze považovat za ploché účelové zjednodušení armilární sféry.
Geodetický astroláb se používal k zeměměřickým účelům a pro triangulaci.
Námořní astroláb používali navigátoři k určení výšky hvězdy nebo Slunce.

## Historie
Ačkoliv je známo, že astroláb je velmi starý přístroj, jeho původ není zcela zřejmý. Někteří historici jeho vynález připisují astronomu Apollóniu z Pergy či Hipparchovi žijícímu v polovině 2. století př. n. l., jiní Hypatii z Alexandrie žijící na přelomu čtvrtého a pátého století. K dokonalosti tento přístroj dovedli až Arabové.

## Popis astronomického astrolábu

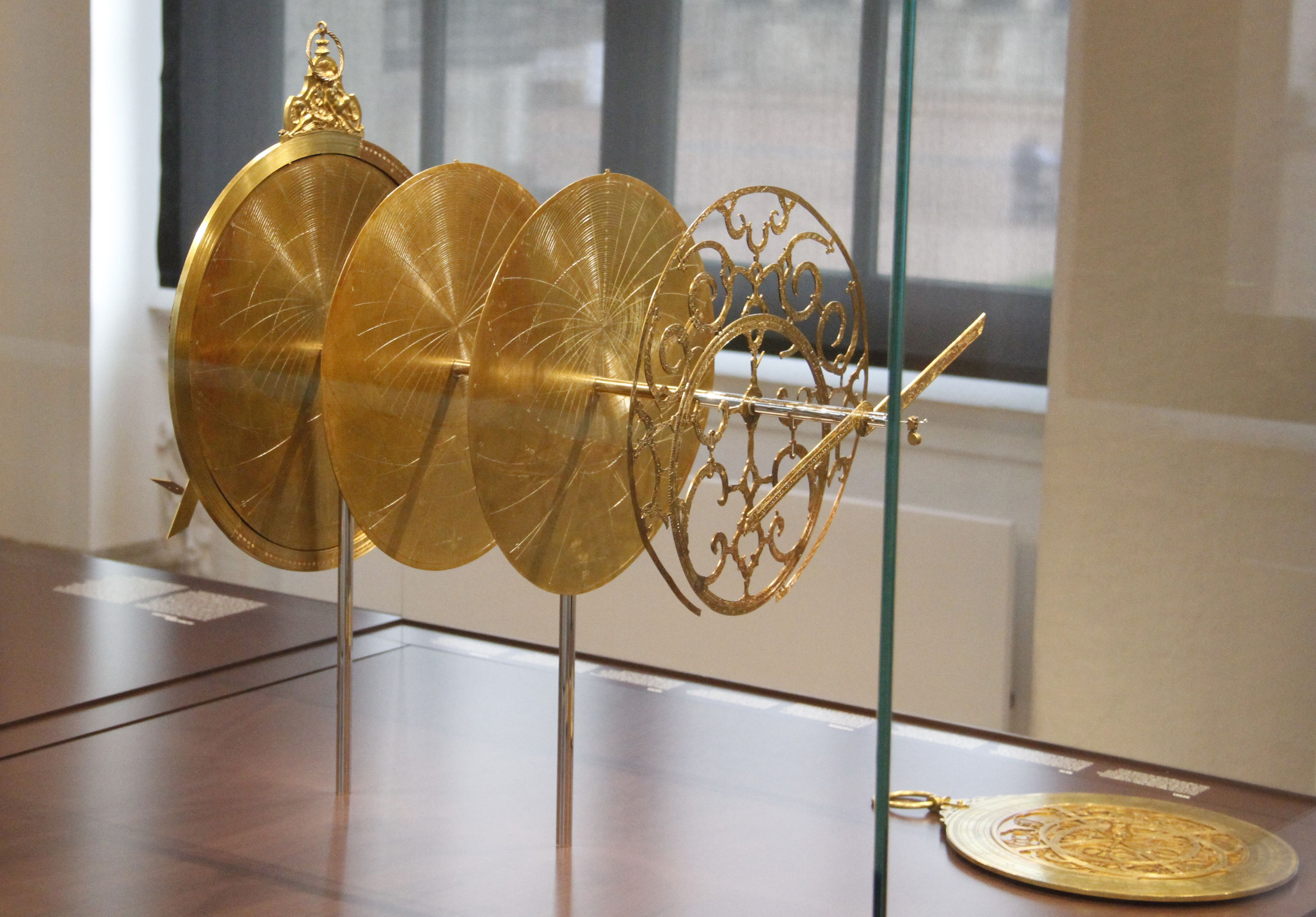
Konstrukce astronomického astrolábu

Typický astronomický astroláb sestává z mosazného disku zvaného mater (matka), který je opatřen otočnými prvky. Jedna strana tvoří pohyblivou mapu oblohy, druhá slouží k měření úhlové výšky nebeských těles.
Mapa oblohy obsahuje stereografickou projekci nebeské sféry, která je tvořena křivkami sledujícími úhlovou výšku těles v závislosti na azimutu. Tato projekce je závislá na zeměpisné šířce, proto bývá vyryta do výměnného disku. Nad touto vrstvou je otočné rete (síť), na kterém jsou vyznačeny polohy ekliptiky se zvěrokruhem a vybraných nejjasnějších hvězd. Po obvodu mater je stupnice v úhlech a (nebo) hodinách. Otočením rete na aktuální hodinu je možné zobrazit aktuální polohu zobrazených hvězd nebo naopak dle polohy hvězd určit čas. Nad rete bývá někdy ještě otočné pravítko pro přesnější zaměření těles.
Na zadní části astrolábu je umístěna alhidáda, otočné pravítko s průzory. Astroláb se umístí do svislé polohy pomocí závěsného kroužku a průzorem se zaměří nebeské těleso (tuto funkci má í námořní astroláb). Na stupnici se pak odečte naměřená úhlová výška. Na této straně také bývají různé další stupnice pro další výpočty a převody, například pro zjištění polohy Slunce na ekliptice.
Konkrétní podoba astrolábu však závisí na zvoleném účelu použití a potřebách a znalostech jejich konstruktérů.

## Druhy astrolábů

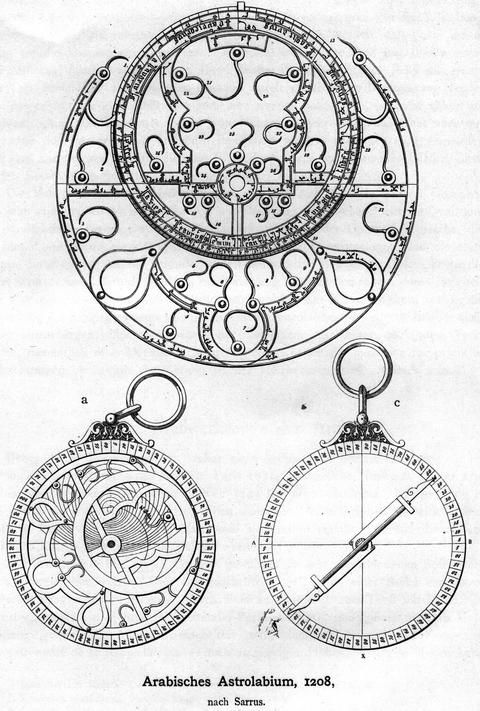
Íránský (Perský) astronomický astroláb z roku 1208

### Astronomický astroláb
Astronomický astroláb je astrometrický přístroj tvořený měděným nebo mosazným kruhem, při měření volně zavěšený ve svislé poloze. V jehož středu je otáčivě upevněna alhidáda se dvěma průzory a s ukazateli. Astronomický astroláb se používal ve starověku a středověku k určování zeměpisné polohy, souřadnic, podle průchodu známé hvězdy stejnou výškou. Modernější konstrukce je realizována hranolovým astrolábem s rtuťovým horizontem a trojbokým hranolem.

### Geodetický astroláb
Geodetický astroláb je kruh nebo půlkruh k méně přesnému měření úhlů v libovolné rovině. Je opatřen dvěma průzory, pevným a pohyblivým, na otočném rameni a olovnicí.

### Námořní astroláb

Měření úhlové výšky hvězdy nad horizontem pomocí námořního astrolábu

Námořní astroláb má tvar kruhové desky dělené na stupně s otočným ramenem a průzory. Používal se k měření výšky hvězd při astronavigaci. Později byl nahrazen sextantem.

## Pražský orloj

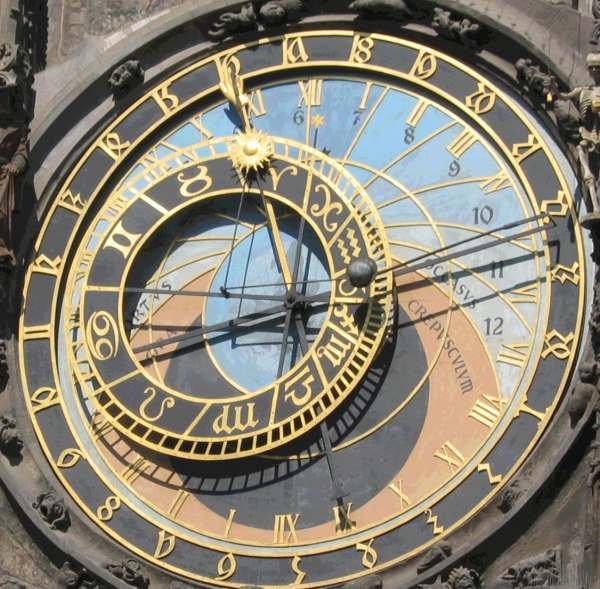
Astronomický astroláb na pražském orloji

Konstrukce astronomické desky na pražském orloji je odvozena z astrolábu. Polohu rete na orloji nastavuje hodinový stroj a je zde omezeno jen na ekliptiku se zvířetníkem. Nad ním se navíc zobrazují polohy Slunce a Měsíce, které se naopak na běžných astrolábech nevyskytují.